# The Secret Life of...
The Secret Life of... è il primo album in studio del duo musicale australiano The Veronicas, pubblicato il 17 ottobre 2005 dalla Sire Records.

## Descrizione
L'album è stato pubblicato il 17 ottobre 2005 in Australia, il 14 febbraio 2006 negli Stati Uniti d'America e il 26 maggio 2006 in Italia. Composto da 12 tracce, è uscito in diverse versioni a seconda del mercato: negli Stati Uniti ad esempio, è uscito in versione limitata con un DVD bonus, che conteneva due tracce aggiuntive e i video musicali dei primi due singoli.
Il primo estratto dall'album è 4ever, che insieme al singolo successivo Everything I'm Not, ha raggiunto la top-ten in Australia e Nuova Zelanda. Sono poi seguiti gli altri singoli When It All Falls Apart, Revolution e Leave Me Alone.

## Tracce

### CD
1. 4ever – 3:30 (Lukasz Gottwald, Max Martin)
2. Everything I'm Not – 3:23 (Gottwald, Martin, Lisa Origliasso, Rami)
3. When It All Falls Apart – 3:14 (Josh Alexander, Jessica Origliasso, L. Origliasso, Steinberg)
4. Revolution – 3:06 (Kreviazuk, Raine Maida)
5. Secret – 3:34 (Toby Gad, J. Origliasso, L. Origliasso)
6. Mouth Shut – 3:39 (Gad, J. Origliasso, L. Origliasso)
7. Leave Me Alone – 3:31 (Alexander, J. Origliasso, L. Origliasso, Steinberg)
8. Speechless – 3:57 (Toby Gad, J. Origliasso, L. Origliasso)
9. Heavily Broken – 4:17 (Eric Nova, J. Origliasso, L. Origliasso)
10. I Could Get Used to This – 3:16 (Alexander, J. Origliasso, L. Origliasso, Steinberg)
11. Nobody Wins – 3:53 (Kara DioGuardi, Clif Magness, J. Origliasso, L. Origliass)
12. Mother Mother – 3:07 (Tracy Bonham)

Tracce bonus nell'edizione europea e brasiliana
1. A Teardrop Hitting the Ground – 3:13 (Rick Nowels, Kelli Ali)

Tracce bonus nell'edizione speciale statunitense
1. How Long – 3:53 (Malcolm Pardon, Fredrik Rinman, J. Origliasso, L. Origliasso)
2. Did Ya Think – 2:45 (Kara DioGuardi, Clif Magness, J. Origliasso, L. Origliasso)

### DVD
Contenuti bonus del DVD
1. 4ever (music video) – 3:28
2. Everything I'm Not (music video) – 3:26
3. Everything I'm Not (the making of) – 19:47
4. Behind the Scenes footage – 4:49

## Successo commerciale
Il disco ha avuto un gran successo in Australia e in Nuova Zelanda, trascorrendo oltre un anno nelle ARIA Charts e segnando la posizione numero 5 nella classifica degli album neozelandese. Negli Stati Uniti il disco ha raggiunto la posizione 133 della Billboard 200, nonché il terzo posto della Heatseekers statunitense.

## Classifiche

### Classifiche settimanali
| Classifica (2005-06)      | Posizione massima |
| ------------------------- | ----------------- |
| Australia                 | 2                 |
| Belgio (Fiandre)          | 11                |
| Nuova Zelanda             | 5                 |
| Paesi Bassi               | 75                |
| Stati Uniti               | 133               |
| Stati Uniti (Heatseekers) | 3                 |
| Svizzera                  | 61                |

### Classifiche di fine anno
| Classifica (2005) | Posizione |
| ----------------- | --------- |
| Australia         | 46        |
| Classifica (2006) | Posizione |
| Australia         | 7         |

### Classifiche di fine decennio
| Classifica (2000-09) | Posizione |
| -------------------- | --------- |
| Australia            | 65        |